# Прапор Бобрика (Броварський район)
Прапор Бобрика — один з офіційних символів села Бобрик, Броварського району Київської області.

## Історія
Розроблені районною комісією символи затвердила V сесія Бобрицької сільської ради 3-го (ХХІІІ) скликання рішенням від 27 листопада 1998 року. Після зауважень і рекомендацій Українського геральдичного товариства проекти у робочому порядку доопрацював М. Юхта.

## Опис
Квадратне полотнище, що складається з двох рівношироких вертикальних смуг, на малиновій (пурпуровій) від древка — жовта церква на острові, на синій із вільного краю – жовтий бобер.

## Зміст
Прапор побудований на основі символіки герба поселення. Бобер указує на назву села. Церква нагадує про козаків-переселенців, які колись збудували її на острові посеред болота Трубайла.
Квадратна форма полотнища відповідає усталеним вимогам для муніципальних прапорів (прапорів міст, селищ і сіл).